# 硒酸钡
硒酸钡是一种无机化合物，化学式为BaSeO4，它和硫酸钡同晶，但溶解度是硫酸钡的18倍，热稳定性也比硫酸钡差。

## 制备
硒酸钡可由可溶性的钡盐和硒酸盐反应得到：
BaCl2 + Na2SeO4 → BaSeO4↓ + 2 NaCl